# Strukturpolitisches Instrument zur Vorbereitung auf den Beitritt

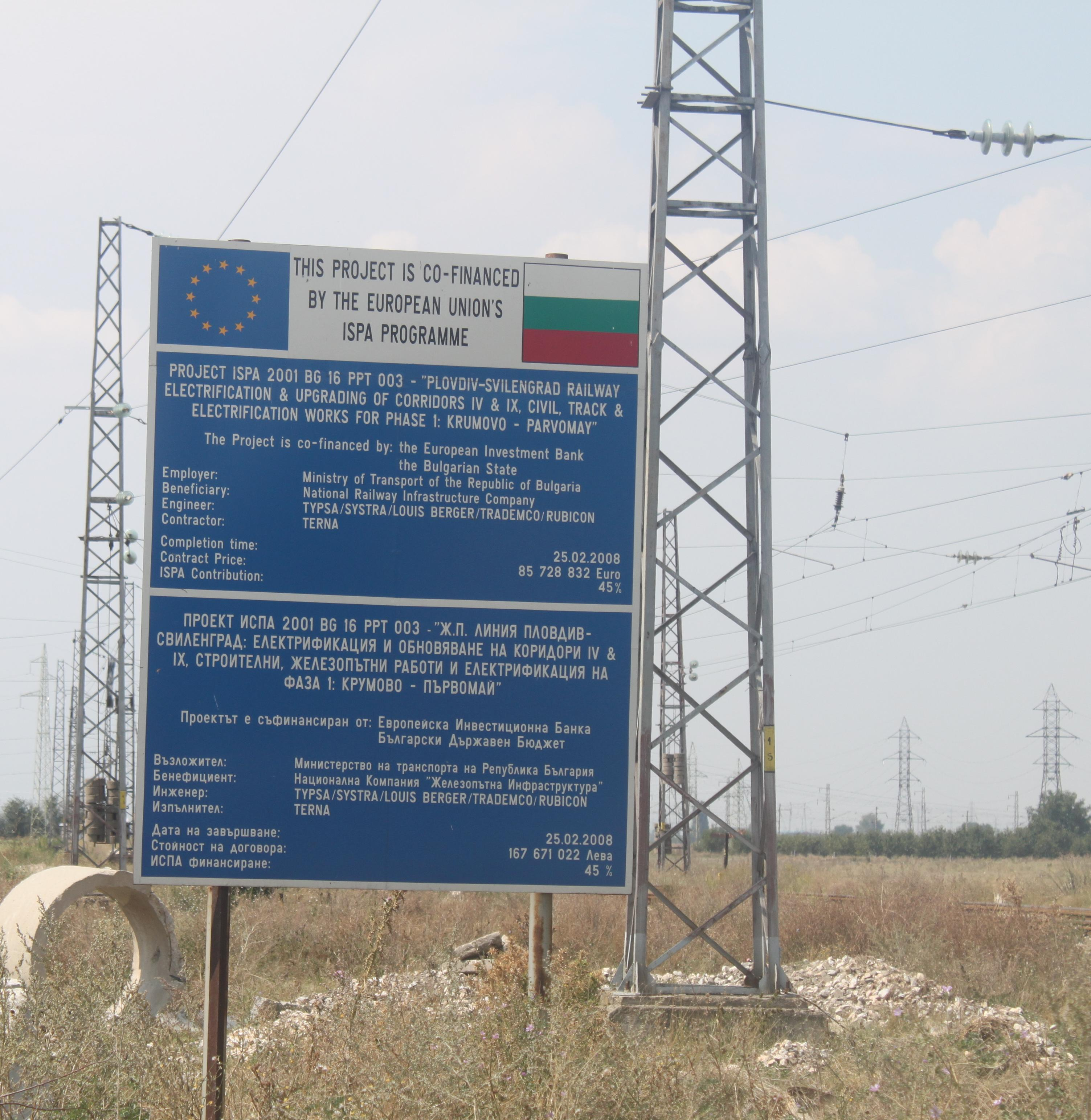
ISPA Förderung in Bulgarien, Elektrifizierung einer Eisenbahnstrecke

Das Strukturpolitische Instrument zur Vorbereitung auf den Beitritt (kurz ISPA von englisch Instrument for Structural Policies for Pre-Accession) war eines von drei Programmen, mit denen die Europäische Union die Beitrittsvorbereitungen der Kandidatenländer unterstützte.
Rechtsgrundlage von ISPA war die Verordnung (EG) Nr. 1267/99 des Rates vom 21. Juni 1999 über ein strukturpolitisches Instrument zur Vorbereitung auf den Beitritt. Der Anspruch erlosch mit dem endgültigen Beitritt eines Landes.
Das ISPA-Programm wurde am 1. Januar 2007 durch das Instrument für Heranführungshilfe (IPA) ersetzt.

## Zielstellung
In Ergänzung der Programme PHARE und SAPARD diente ISPA zur strukturpolitischen Förderung von Infrastrukturvorhaben in den Bereichen Umwelt und Verkehr und zur Verbesserung der wirtschaftlichen und sozialen Kohäsion in diesen Bereichen. Für den Zeitraum 2000 bis 2006 wurde es jährlich mit 1,04 Mrd. EUR ausgestattet. Geförderte Maßnahmen mussten im Einklang mit den Verpflichtungen der Beitrittspartnerschaft sowie mit den nationalen Bemühungen zur Umsetzung des gemeinschaftlichen Besitzstandes stehen.

## Funktionsweise
Die geförderten Projekte (mit einem Mindestvolumen von 5 Mio. EUR) wurden von öffentlichen oder ähnlichen Einrichtungen durchgeführt, die von den zuständigen nationalen Behörden (einer Art ISPA-Koordinationsstelle) beauftragt wurden. Die Mitgliedsländer waren dabei gegenüber der Kommission (Generaldirektion Regionalpolitik) rechenschaftspflichtig.
Nach Eingang der Anträge auf Förderung aus den in Frage kommenden Ländern traf die Kommission nach Stellungnahme ihres Verwaltungsausschusses (Vertreter der Mitgliedstaaten unter Vorsitz eines Kommissionsvertreters) eine Entscheidung über zu finanzierende Maßnahmen.
Die Förderung erfolgte als nicht rückzahlbare direkte Unterstützung, als rückzahlbare Unterstützung oder in anderer Form. Finanziert wurden bis zu 75 % der Projektkosten, eine Erhöhung auf 85 % durch den Verwaltungsausschuss der Kommission war möglich. Die Höhe der Finanzierung wurde gemäß der Kofinanzierung angepasst. Vorstudien und Maßnahmen der technischen Hilfe, die auf Initiative der Kommission durchgeführt wurden, konnten in Höhe von bis zu 100 % der erstattungsfähigen Gesamtkosten finanziert werden.
Das Europäische Parlament, der Ministerrat, der Wirtschafts- und Sozialausschuss und der Ausschuss der Regionen wurden von der Kommission jährlich über die ISPA-Fördermaßnahmen informiert.